# Beaux Arts Village
Beaux Arts Village és una població dels Estats Units a l'estat de Washington. Segons el cens del 2000 tenia 307 habitants.

## Demografia
Segons el cens del 2000, Beaux Arts Village tenia 307 habitants, 121 habitatges, i 94 famílies. La densitat de població era de 1.317 habitants per km².
Dels 121 habitatges en un 33,1% hi vivien nens de menys de 18 anys, en un 70,2% hi vivien parelles casades, en un 5% dones solteres, i en un 22,3% no eren unitats familiars. En el 16,5% dels habitatges hi vivien persones soles l'11,6% de les quals corresponia a persones de 65 anys o més que vivien soles. El nombre mitjà de persones vivint en cada habitatge era de 2,54 i el nombre mitjà de persones que vivien en cada família era de 2,85.
Per edats la població es repartia de la següent manera: un 22,1% tenia menys de 18 anys, un 4,9% entre 18 i 24, un 17,9% entre 25 i 44, un 35,5% de 45 a 60 i un 19,5% 65 anys o més.
L'edat mediana era de 49 anys. Per cada 100 dones de 18 o més anys hi havia 92,7 homes.
La renda mediana per habitatge era de 96.916 $ i la renda mediana per família de 110.038 $. Els homes tenien una renda mediana de 81.760 $ mentre que les dones 41.250 $. La renda per capita de la població era de 56.496 $. Aproximadament el 4% de les famílies i el 4,2% de la població estaven per davall del llindar de pobresa.

## Poblacions més properes
El següent diagrama mostra les poblacions més properes.